# Ludwig Schirmeyer
Ludwig Schirmeyer (Osnabrück, 19 novembre 1876 – Osnabrück, 10 ottobre 1960) è stato uno storico e professore ginnasiale tedesco, esperto della storia locale di Osnabrück.

## Biografia
Figlio di un consigliere medico, Schirmeyer si diplomò nel 1895 al Ginnasio Carolinum di Osnabrück, dove fu membro di una confraternita studentesca. Studiò poi tedesco, storia e geografia all'Università di Friburgo in Brisgovia, Gottinga e Heidelberg. Divenne attivo nelle rispettive corporazioni locali della Kartellverband katholischer deutscher Studentenvereine, l'associazione-cartello che riuniva le società studentesche cattoliche Brisgovia (con sede a Friburgo), Winfridia (di Gottinga) e Palatia (di Heidelberg). Dopo aver conseguito il dottorato a Gottinga nell'estate del 1899 sotto la supervisione di Paul Fridolin Kehr, discutendo una dissertazione sul defunto imperatore carolingio Lamberto di Spoleto, superò gli esami finali nel novembre del 1900. Dopo il primo anno di prova a Gottinga e il secondo anno di prova al Gymnasium Carolinum di Osnabrück, Schirmeyer ottenne l'abilitazione all'insegnamento nelle scuole superiore. Rimase come insegnante al Carolinum, dove divenne assistente nel 1902, insegnante superiore nel 1903, professore di grammatica nel 1914 e insegnante superiore e vicepreside nel 1926. Sebbene nel 1938 avesse deciso di ritirarsi dall'insegnamento, fu tra gli insegnanti richiamati nella leva militare all'inizio della Seconda Guerra Mondiale. Schirmeyer si rese quindi disponibile come insegnante fino alla fine del conflitto.
Schirmeyer era cresciuto fin da giovane nell'antica tradizione di Osnabrück, che continuò a portare avanti attraverso le sue numerose iscrizioni ai circoli. Oltre al KV, del cui circolo filisteo di Osnabrück fu a capo per diversi anni, fu anche membro dell'Historischer Verein zu Osnabrück (Società storica di Osnabrück) di cui divenne vicepresidente nel 1912 e presidente nel 1929; del Carolingerbund, associazione di ex allievi del Gymnasium Carolinum, che aveva contribuito a fondare nel 1921; del Dürerbund e del Verein für das Deutschtum im Ausland (Associazione dei tedeschi all'estero). Nel 1910 fu nominato membro della Commissione storica della Bassa Sassonia, anno della sua fondazione. Come membro dello Stahlhelm, Schirmeyer fece parte della destra politica, ma mai all'ala radicale. Tuttavia, era probabilmente favorevole alla "presa del potere" nazionalsocialista. Nel 1934, lo Stahlhelm di Osnabrück si trasformò nella Sturmabteilung al quale aderì anche Schirmeyer. Nel 1934 divenne consigliere comunale di Osnabrück, senza aderire al Partito Nazionalsocialista Tedesco del Lavoro. Subito dopo la Seconda guerra mondiale, fu incaricato di rivedere il suo libro di testo per le lezioni di storia. Le sue pubblicazioni si concentrano sulla storia intellettuale del XVIII e XIX secolo; particolarmente degni di nota sono i suoi contributi alla ricerca su Justus Möser. Negli organi associativi e in altri scritti, ha contribuito a mantenere viva la memoria di importanti personalità della regione e di episodi della storia di Osnabrück. Il suo impatto si è esteso ben oltre la realtà locale.
Per tutta la vita rimase amico dello storico Karl Brandi, del pittore Franz Hecker e dello scrittore Ludwig Bäte.
La sua tomba si trova nel cimitero di Hase, nella sua città natale.

## Premi e riconoscimenti
Per i suoi servizi alla vita culturale di Osnabrück durante il periodo di Weimar e negli anni del dopoguerra, Schirmeyer ha ricevuto numerosi riconoscimenti, tra i quali l'iscrizione ad honorem e la carica di consigliere onorario nelle associazioni in cui era attivo:
- 1944: Medaglia Justus Möser;[2]
- 1953: Croce al merito della Repubblica federale di Germania.[senza fonte]

## Scritti (selezione)
- Festspiel vom Kaiser Karl. Zur Elfhundertjahrfeier des Gymnasium Carolinum in Osnabrück (Osnabrück 1904).
- Georg Ludwig von Bar, „der beste französische Dichter Deutschlands“, ein Vorbild Wielands und Freund Mösers. In: Osnabrücker Mitteilungen 1907.
- Heinrich August Vezin. Ein Beitrag zur Kultur- und Geistesgeschichte Osnabrücks im 18. Jahrhundert. In: Osnabrücker Mitteilungen 1909.
- Justus Gruners Anteil an der deutschen Erhebung, in Osnabrücker Mitteilungen 1916 und 1917.
- Osnabrücker Sagenbuch (Osnabrück 1. Auflage 1920, 4. Auflage 1967).
- Das Osnabrücker Land. Ein geschichtlicher Durchblick (Osnabrück 1929).
- con Albert Maier: Lehrbuch der Geschichte für höhere Schulen, Diesterweg, (1926 u. ö.).
- Das Möserbild nach neuen Briefen. In: Osnabrücker Mitteilungen 1939.
- Heinrich Westerfeld zum Gedächtnis (ebd., 1941).
- [Modificato con altri:] Justus Möser, Sämtliche Werke IV–X (Hannover 1943ff.).
- Gedenkworte auf Karl Brandi, In: Osnabrücker Mitteilungen 1947.
- 100 Jahre Verein für Geschichte und Landeskunde von Osnabrück (ebd.).
- Osnabrück und Osnabrücker Land. Geschichtliche Durchblicke (1948);
- Justus Möser. In: Merian (Osnabrück 1951).
- Das Gymnasium Carolinum von der Gründung bis 1800. In: 1150 Jahre Gymnasium Carolinum Osnabrück (Osnabrück 1954).
- Zur Deutung der Urkunde vom 19. Dezember 804 (ebd.)
- Der berühmteste Lehrer des Carolinums (ebd.).